# Douglas Robinson
Douglas Robinson (nacido el 30 de septiembre de 1954) es un académico, traductor y escritor de ficción estadounidense, mejor conocido por su trabajo en estudios de traducción,  pero que ha publicado ampliamente sobre diversos aspectos de la comunicación humana y la interacción social ( literatura estadounidense, teoría literaria, teoría lingüística, teoría de género, teoría de la escritura, teoría retórica ). Ha traducido varias novelas, obras de teatro y monografías finlandesas al inglés,  y su propia novela fue escrita en inglés pero publicada por primera vez en traducción al finlandés. 
Robinson es actualmente profesor de Traducción e Interpretación en la Universidad China de Hong Kong, Shenzhen y profesor emérito de Traducción, Interpretación y Estudios Interculturales en la Universidad Bautista de Hong Kong .

## Biografía
Robinson nació en Lafayette, Indiana, hijo de Don y Berta Robinson; su hermano menor es el diseñador de automóviles Michael Robinson . Vivió en el área de Whittier / La Habra Heights, California, hasta los 13 años; en el verano de 1968 sus padres trasladaron a la familia al noroeste del Pacífico, donde asistió a Tahoma Senior High School en Maple Valley, Washington . Pasó su primer año de universidad en Linfield College y su segundo año en The Evergreen State College . Un año de intercambio con YFU (1971-1972) en Finlandia lo llevó a pasar un total de 14 años allí, completando su licenciatura y dos títulos de posgrado y sirviendo seis años (1975-1981) como profesor de inglés en la Universidad de Jyväskylä, luego seis años más como profesor asistente/asociado de inglés (1983-1987) y teoría y práctica de la traducción inglés-finlandés (1987-1989) en la Universidad de Tampere .  Entretanto, Robinson regresó al noroeste del Pacífico y obtuvo su doctorado en la Universidad de Washington en 1983, con una disertación titulada Apocalipsis americano dirigida por Leroy Searle .
En 1989, Robinson aceptó un trabajo como profesor asistente de inglés en la Universidad de Mississippi, Oxford, donde trabajó durante los siguientes 21 años, los últimos tres como Director de Escritura de Primer Año .  Durante ese tiempo también pasó un semestre (primavera de 1999) como director interino del Programa MFA en Traducción en la Universidad de Iowa, un semestre (1999-2000) como profesor titular Fulbright en la Universidad de Vic, Cataluña, y un año (2005-2006) como profesor titular Fulbright en la Universidad Estatal de Voronezh, Rusia. 
En 2010, Robinson fue nombrado profesor titular de inglés Tong Tin Sun y jefe del Departamento de inglés en la Universidad Lingnan,  y en 2012, profesor titular de inglés y decano de artes en la Universidad Bautista de Hong Kong .  Renunció al decanato al final de su primer mandato de tres años, el 31 de agosto de 2015, pero continuó como profesor titular de inglés hasta el 31 de agosto de 2020, cuando se convirtió en profesor de Traducción e Interpretación en la Universidad China de Hong Kong, Shenzhen y profesor emérito de Traducción, Interpretación y Estudios Interculturales en la HKBU.

## Trabajo

### Campos de investigación
Robinson ha publicado en varios campos relacionados en general con la comunicación humana: estudios literarios, estudios del lenguaje, estudios de traducción, estudios poscoloniales, retórica y filosofía de la mente / filosofía del lenguaje .  También ha publicado traducciones del finlandés al inglés,  una novela traducida al finlandés,  y varios libros de texto, dos para estudiantes finlandeses de inglés  y uno para estudiantes de traducción, pragmática lingüística y escritura.  En 1989, él y Ilkka Rekiaro también fueron coautores de un diccionario finlandés-inglés-finlandés, con 25.000 entradas en cada dirección. 

### Pensamiento
Los dos hilos conductores que recorren toda la obra de Robinson desde The Translator's Turn (1991) son la somaticidad y la performatividad : la regulación social imperfecta de la interacción humana comunicativa y de otro tipo tal como se siente internamente (lo somático) y se escenifica externamente (lo performativo).  En su obra más reciente ha comenzado a teorizar la "icosis" como el devenir-verdadero o el devenir-real de la opinión grupal, a través de un proceso de persuasión/plausibilización masiva  canalizado mediante el intercambio somático, y la "ecosis" como el devenir-bueno de la comunidad, o el devenir-comunal de la bondad.
Una tercera preocupación central en su obra es el impacto de la religión en la historia sociocultural y en la interacción social humana en general en Occidente, desde su tesis doctoral de 1983 sobre las imágenes del fin del mundo en la literatura estadounidense  pasando por la historia del cristianismo  y la canalización espiritual  hasta las antiguas religiones mistéricas .  Su trabajo reciente ha explorado la ecología profunda de la retórica en el confucianismo chino, especialmente en Mencio . 

### Recepción en China
Si bien la influencia de Robinson en el campo de los estudios de traducción en particular es global, su trabajo ha sido recibido con especial entusiasmo en China. El libro de Lin Zhu sobre su obra, The Translator-Centered Multidisciplinary Construction,  fue escrito originalmente como una tesis doctoral en la Universidad de Nankai, en Tianjin, República Popular China; y como el propio Robinson señala en su prólogo a ese libro,  las respuestas chinas a su obra  casi siempre parecen mostrar una apreciación compleja del punto medio que explora entre el pensamiento y el sentimiento, mientras que en Occidente hay una tendencia a binarizar los dos, de modo que cualquier mención del sentimiento se lee como si implicara una exclusión completa tanto del pensamiento analítico como de la regulación social colectiva. En su libro, la Dra. Zhu responde extensamente a esta recepción china del pensamiento de Robinson, señalando problemas de énfasis y enfoque, identificando errores de matices tanto en las traducciones chinas como en las paráfrasis de su obra; pero, quizás debido a las tendencias "ecológicas" del pensamiento chino antiguo en las tradiciones taoísta, confuciana y budista,  y el enfoque de Confucio y Mencio en el sentimiento como la raíz de todo crecimiento ético humano, los eruditos chinos típicamente carecen de la inclinación que a menudo se encuentra en los eruditos occidentales a relegar el sentimiento a estados corporales idiosincrásicos puros y aleatorios.

### Publicaciones seleccionadas
Citas de Google Académico

#### monografías académicas
- John Barth's Giles Goat-Boy: A Study. University of Jyväskylä, 1980.
- American Apocalypses: The Image of the End of the World in American Literature. Baltimore: Johns Hopkins University Press, 1985.
- The Translator's Turn. Baltimore: Johns Hopkins University Press, 1991.
- Ring Lardner and the Other. New York: Oxford University Press, 1992.
- No Less a Man: Masculist Art in a Feminist Age. Bowling Green, OH: Bowling Green State University Popular Press, 1994.
- Translation and Taboo. DeKalb: Northern Illinois University Press, 1996.
- Translation and Empire: Postcolonial Approaches Explained. A volume in the Translation Theories Explored series. Manchester: St. Jerome Publishing, 1997.
- What Is Translation? Centrifugal Theories, Critical Interventions. Kent, OH: Kent State University Press, 1997.
- Who Translates? Translator Subjectivities Beyond Reason. Albany: SUNY Press, 2001.
- Performative Linguistics: Speaking and Translating as Doing Things With Words. London: Routledge, 2003.
- Estrangement and the Somatics of Literature: Tolstoy, Shklovsky, Brecht. Baltimore: Johns Hopkins University Press, 2008.
- Translation and the Problem of Sway. Amsterdam and Philadelphia: John Benjamins, 2011.
- First-Year Writing and the Somatic Exchange. New York: Hampton, 2012.
- Feeling Extended: Sociality as Extended Body-Becoming-Mind. Bucharest: Zeta Books, 2013.
- Displacement and the Somatics of Postcolonial Culture. Columbus: Ohio State University Press, 2013.
- The Dao of Translation: An East-West Dialogue. London and Singapore: Routledge, 2015.
- The Deep Ecology of Rhetoric in Mencius and Aristotle. Albany: SUNY Press, 2016.
- Semiotranslating Peirce. Tartu, Estonia: University of Tartu Press, 2016.
- Exorcising Translation: Towards an Intercivilizational Turn. New York: Bloomsbury, 2017.
- Critical Translation Studies. London and Singapore: Routledge, 2017.
- Aleksis Kivi and/as World Literature. Leiden and Boston: Brill, 2017.
- Translationality: Essays in the Translational-Medical Humanities. London and Singapore: Routledge, 2017.
- Transgender, Translation, Translingual Address. New York: Bloomsbury Academic, 2019.
- Priming Translation: Cognitive, Affective, and Social Factors. London and New York: Routledge, forthcoming 2021.

#### Antología
- Teoría de la traducción occidental desde Heródoto hasta Nietzsche . Manchester, Reino Unido: St. Jerome, 1997. Edición de bolsillo revisada, 2002. Reimpresión, Routledge, 2015.

#### Colección de ensayos
- Las manos impulsoras de la traducción y su teoría: In Memoriam Martha Cheung, 1953–2013. Londres y Singapur: Routledge, 2016.

#### Libros de texto
- Con Diana Webster, Liisa Elonen, Leena Kirveskari, Seppo Tella y Thelma Wiik. Jet Set 9 . Helsinki: Otava, 1982.
- Con Vesa Häggblom: La luz fantástica . Helsinki: Otava, 1983.
- Convertirse en traductor: un curso acelerado . Londres y Nueva York: Routledge, 1997. Segunda ed. Convertirse en traductor: una introducción a la teoría y la práctica de la traducción, 2003. Tercera ed. , 2012. Cuarta ed. , 2020 .
- Introducción a la pragmática performativa . Londres y Nueva York: Routledge, 2006.
- Con Svetlana Ilinskaya: La escritura como drama . Publicado personalmente por McGraw–Hill Learning Solutions para la Universidad de Mississippi, 2007–2010.
- La escritura de vida como drama . Un libro de texto electrónico adaptado de Writing as Drama para iPad, 2011.

#### Traducciones seleccionadas del finlandés
- Yrjö Varpio, La historia de la crítica literaria finlandesa, 1808-1918 (original finlandés: Suomalaisen kirjallisuudentutkimuksen historia, 1808-1918 ). Tampere: Hermes, 1990.
- Aleksis Kivi, Heath Cobblers (original finlandés: Nummisuutarit ) y Kullervo . St. Cloud, MN: North Star Press de St. Cloud, 1993.
- Maaria Koskiluoma, Tottering House (original finlandés: Huojuva talo, 1983), adaptación teatral de Maria Jotuni, Huojuva talo (década de 1930, publicada póstumamente, 1963). Producida en el Frank Theatre, Minneapolis, MN, marzo-abril de 1994.
- Elina Hirvonen, Cuando lo olvidé (original finlandés: Että hän muistaisi saman ). Edición británica, Londres: Portobello Books, 2007. Edición estadounidense, Portland: Tin House, 2009.
- Arto Paasilinna, Un pequeño y encantador suicidio en masa (original finlandés: Hurmaava joukkoitsemurha ). Porvoo: WSOY, próximamente.
- Tuomas Kyrö, Griped (original finlandés: Mielensäpahoittaja ). Porvoo: WSOY, próximamente.
- Aleksis Kivi, Los Hermanos Siete . Bucarest: Zeta Books, 2017.
- Mia Kankimäki, Las mujeres en las que pienso por la noche (original finlandés: Naiset joita ajattelen öisin ). Nueva York: Simon & Schuster, 2020.
- Volter Kilpi, El viaje de Gulliver a Phantomimia (original finlandés: Gulliverin matka Fantomimian mantereelle, 1944). Bucarest: Zeta Books, 2020.

#### Novedoso
- Pentinpeijaiset ("El despertar de Pentti"). Traducido al finlandés por Kimmo Lilja del original en inglés de Robinson (" Saarikoski 's Spirits"). Helsinki: Avain, 2007.

#### Diccionario
- Con Ilkka Rekiaro: Suomi/englanti/suomi-sanakirja (Diccionario finlandés-inglés-finlandés). Jyväskylä: Gummerus, 1989-presente.

#### Blogs
- Mulá Billdoug, 2004-2005
- Estado Rojo Rah Rah, 2004